# Bonifacio Alfonso
Bonifacio Alfonso Gómez Fernández (San Sebastián, 19 de junio de 1933 - 16 de diciembre de 2011) fue un pintor y grabador español.
Algunos le conocen en el mundo del arte como Bonifacio Alfonso llegándose a creer que Alfonso es su apellido, pero en realidad es su segundo nombre. Él firmaba sus cuadros simplemente como Bonifacio.  
Donostiarra de nacimiento, era uno de los maestros vascos actuales más reconocidos, si bien no encajaba en la tradición local debido a su estilo informalista, a medio camino entre el surrealismo y el expresionismo abstracto. Relacionado con la escuela abstracta de Cuenca, su arte delata influencias de figuras extranjeras como Roberto Matta, Willem de Kooning, Pierre Alechinsky y el grupo Cobra. Elogiado por Jorge Oteiza, Bonifacio expuso en varios países europeos y recibió diversos galardones, como el Premio Nacional de Grabado (1993) y el Premio de las Artes de la Comunidad de Madrid (2005).

## Vida y obra
Hijo de un fusilado en la guerra civil española, escapa con su familia a Francia, y al regresar a San Sebastián en 1937 es internado en la Casa de Misericordia. Ejerce de monaguillo, canta en un coro de voces blancas y ya en esta época se aficiona al arte gracias a una caja de acuarelas que le regala un maestro. 

### Torero y músico de jazz
En la adolescencia se gana la vida con oficios dispares (recadista, lavandero, botones de hotel, pescador...) y rozando la veintena se foguea como novillero; participa en 25 corridas de toros pero se retira tras una cornada en Bilbao. Luego trabaja como rotulista, pintor de brocha gorda e incluso como batería en un grupo de música jazz.

### Su primer premio
En 1955 Bonifacio gana el Primer Premio de Pintura de San Sebastián con un Cristo cubista y se matricula en la Escuela de Artes y Oficios de dicha ciudad. Dos años después se casa con una joven de origen francés, con la que tiene dos hijas (Ivonne y Cristina). Gracias a su habilidad con el dibujo es contratado por varias empresas de artes gráficas.

### Vende cuadros a Chillida
El año 1958 marca el nacimiento artístico de Bonifacio: protagoniza su primera muestra individual en el Ateneo de Guipúzcoa, viaja con Rafael Ruiz Balerdi a París y allí conoce a Antonio Saura, Manuel Mompó y Modest Cuixart. En 1960-62 se suceden otras tres exposiciones individuales del artista: una en Buenos Aires y dos en San Sebastián. En la última conoce a Eduardo Chillida, quien le compra tres obras.

### Viaje a Cuenca
En 1966 alcanza el éxito comercial en la galería Grises de Bilbao, al vender todos sus cuadros. Sus obras de estos años tienen un trasfondo erótico y suplen la torpeza del colorido mediante un ágil dibujo sobre fondos blancos. Al año siguiente, Bonifacio expone en Burgos y Zaragoza, pero sigue apurado económicamente. Su carrera da un quiebro en 1968: conoce a Fernando Zóbel, a quien vende dos cuadros para el nuevo Museo de Arte Abstracto Español de Cuenca, y decide trasladarse a dicha ciudad, donde florecía una colonia de artistas no figurativos como Gustavo Torner, Gerardo Rueda, Eusebio Sempere, Manuel Millares... 
En 1970 Bonifacio entra en la nómina de autores de Juana Mordó, la galerista más prestigiosa del Madrid de aquellos años. Expone con ella, quien en 1972 le editará varias series de grabados sobre insectos que suman sesenta planchas. En 1973, el museo de Cuenca edita a Bonifacio el libro ilustrado de tema taurino Cuatro orejas y rabo, con textos de autores como Rafael Alberti, José Bergamín y José María de Cossío.

### Grabados
La faceta de Bonifacio como grabador cobra auge en los siguientes años reconociendo como su maestro en este campo a Antonio Lorenzo. En 1975 realiza cinco aguafuertes para la carpeta Norberto el Pata y el Pitín (ed. Gustavo Gili, Barcelona) y en 1976 la editorial Ives Riviére de París publica el portafolios Recetas de cocina de Ruperto de Nola con quince aguafuertes suyos. En 1978 se publica la carpeta Serán cenizas, con cinco grabados acompañados de cinco sonetos de Bergamín.

### Exposiciones en Europa
Los años de la Transición son los del despegue de Bonifacio como figura de interés en Europa. En París conoce a Pierre Alechinsky y Asger Jorn, entre otros. En 1977 expone por segunda vez con Juana Mordó, y también en París, Dinamarca y en museos de Bilbao y Vitoria. Es incluido en un documental de TVE sobre el círculo de pintores de Cuenca, pero eludiendo el protagonismo prefiere no hablar. Entre 1978 y 1982 expone en Noruega, Dinamarca, Bayona y seis ciudades españolas. En 1982 Mordó le presenta en la feria de arte de Basilea (Suiza), y lo hará en la de Colonia (Alemania) tres años después. En 1987-88 el arte de Bonifacio adopta rasgos más humorísticos y coloristas, acaso por influencias de una nueva pareja sentimental y de sus viajes por Francia, Bélgica, México, Estambul, Venecia...

### Década de 1990
Iniciada la década de 1990, Bonifacio se instala en la calle Lavapiés de Madrid. Lo llaman a participar en el diseño de 26 vidrieras para la Catedral de Cuenca, junto con Gustavo Torner, Gerardo Rueda y Henri Dechanet. Participa en la feria ARCO de 1991, rompe su relación sentimental y se vuelca aún más en su trabajo. En 1992 ilustra el libro Apuntes cervantinos hispanoamericanos y al año siguiente la Calcografía Nacional de España le concede el Premio Nacional de Grabado. En 1995 es incluido en una muestra itinerante de la Colección Argentaria (Pintores españoles de los 80 y 90) y expone en la galería Antonio Machón; el catálogo incluye un texto de Guillermo Cabrera Infante. En 1997 Bonifacio es citado elogiosamente por Jorge Oteiza en una entrevista que sería incluida en el libro Habla Oteiza (2008) de José Luis Merino: «Bonifacio está en un sitio y está en otro. Es movedizo. No sabes bien dónde está. Pero sí sabes quién es. Un tipo magnífico. Ha sido torero y es un pintor muy bueno. Ha sido muchas cosas. Yo le quiero mucho. Es un tipo de una pieza. Es un hombre con imaginación. Fue torero, y para ser torero hace falta tener pelotas. Y es un pintor muy bueno, y muy buen amigo mío, además».

### Desde 2000
En 1999 sufre una depresión por la muerte de su madre y por problemas de salud. Al año siguiente realiza seis litografías para el portafolios La bella Otero de Gonzalo Torrente Ballester (ed. Raíña Lupa). En 2001 se le organiza la exposición Bonifacio en las colecciones conquenses, cuyo catálogo reúne textos de diversas épocas escritos por Juan Marsé, Antonio Saura, Cabrera Infante, Severo Sarduy... 
En 2005 recibe el Premio de las Artes de la Comunidad de Madrid, y en febrero de 2007, el Círculo de Bellas Artes de Madrid le dedica una retrospectiva titulada En los campos de batalla, comisariada por Juan Manuel Bonet y Pilar Borrás: reúne pinturas, grabados y dibujos desde 1967. Con motivo de dicha muestra, se produce un vídeo (Bonifacio. La cicatriz de la pintura) con una larga entrevista al artista en su taller.
En su última etapa, y debido a su delicada salud, Bonifacio optó por regresar a San Sebastián, donde empezó a acondicionar un taller para seguir trabajando. Falleció el 16 de diciembre de 2011, de manera imprevista, según sus allegados.
Hay obras del artista en múltiples colecciones: Museo Reina Sofía, Museo de Bellas Artes de Bilbao, Museo Patio Herreriano de Valladolid, Colección Testimonio de La Caixa, Fundación Juan March, Fundación Antonio Pérez (Cuenca), Patrimonio Artístico de Kutxa Fundazioa, Museo Británico de Londres...